# VfL Köln 99
Verein für Leibesübungen 1899 e.V. Köln foi uma agremiação esportiva alemã, fundada a 6 de maio de 1889, sediada em Köln, na Renânia do Norte-Vestfália.
O clube foi formado a partir da fusão pré-guerra de Kölner Club für Rasenspiele e Kölner Sportclub 1899.

## História
Após a união dos dois clubes, o VfL assumiu o lugar do antecessor SC na Gauliga Mittelrhein, uma das 16 divisões de vôo superior formada a partir da reorganização do futebol alemão sob o regime do Terceiro Reich, em 1933. O clube foi moderadamente bem sucedido, conquistando o título da divisão em 1941, antes de participar das fases de play-off nacional. Foi eliminado na semifinal pelo eventual vice-campeão Schalke 04 ao perder por 4 a 1. Também foi derrotado na partida subseqüente válida pelo terceiro lugar diante do Dresdner Sportclub 1898 pelo mesmo placar.
Como a Segunda Guerra Mundial progrediu, as competições de futebol alemão se tornaram de caráter mais local e a  Gauliga Mittelrhein  foi esfacelada. O VfL se tornou parte da Gauliga Köln-Aachen e venceu seu segundo título consecutivo. Na fase da competição a nível nacional, perdeu nas quartas de final para o Kickers Offenbach por 3 a 1. A equipe fez aparições em 1939, 1941 e 1942, na primeira fase da Tschammerpokal, atualmente DFB-Pokal (Copa da Alemanha).
Em 1943, se tornou parte do Kriegspielgemeinshaft VfL 99/Sülz 07 Köln em parceria com o SpVgg Sülz 07. O time venceu a Gauliga Köln-Aachen e foi novamente eliminada nas quartas de final, dessa vez pelo KSG Spielverein/48-99 Duisburg, ao perder por 2 a 0.
O VfL retomou sua independência após a guerra, e depois de uma temporada na Bezirksliga Rheinbezirk, entrou para a segunda Oberliga West (II) para a temporada 1950-1951. No ano seguinte, o SC West Köln se tornou parte do VfL, que em seguida, jogou uma única temporada como Spielgemeinschaft SC Köln 99 antes readotar seu nome original. Disputou a Amateurliga Mittelrhein (III), na qual alcançou resultados regulares e inferiores na tabela.
Após a formação da Bundesliga e a segunda divisão, a nova Regionalliga em 1963, a Amateurliga tornou-se uma competição de terceiro nível abaixo desses módulos, na qual o VfL continuou a conseguir resultados indiferentes. Um décimo-quinto lugar, em 1980, fez o clube descer para o menor nível local. A equipe joga atualmente na Kreisliga A Köln, na qual terminou em segundo na temporada 2007-08.

## Títulos
Como VfL Köln:
- Gauliga Mittelrhein (I) Campeão: 1941;
- Gauliga Köln-Aachen (I) Campeão: 1942;

Como KSG VfL 99/Sülz 07 Köln:
- Gauliga Köln-Aachen (I) Campeão: 1943;